# Месбах, Анвар
Мохамед Ахмед (Анвар) Месбах (араб. محمد أحمد (نور)   مصباح‎, 8 апреля 1913, Александрия — 25 ноября 1998, Александрия) — египетский тяжелоатлет. Олимпийский чемпион 1936 года.

## Биография
Анвар Месбах родился 8 апреля 1913 года в египетском городе Александрия в квартале Мохарам Бек.
Выступал в соревнованиях по тяжёлой атлетике за клуб «Шбаб» из Александрии. В 1930-е годы становился чемпионом Египта.
В 1936 году вошёл в состав сборной Египта на летних Олимпийских играх в Берлине. Выступал в весовой категории до 67,5 кг и завоевал золотую медаль, подняв в троеборье 342,5 кг (105 кг в рывке, 145 кг в толчке, 92,5 кг в жиме). Столько же поднял Роберт Файн из Австрии, который также получил золотую медаль. По ходу выступления установил четыре олимпийских рекорда (два в толчке, по одному в рывке и сумме троеборья). Оба рекорда в толчке также были мировыми.
Радио Египта не сообщило о его олимпийской победе, и ему приходилось в течение многих лет носить с собой награду, чтобы доказывать это.
В 1945 году завершил выступления, после чего, имея диплом учителя физкультуры, стал работать тренером.
Умер 25 ноября 1998 года в Александрии.